# Sarah Purser
Sarah Henrietta Purser (RHA) (Kingstown, 22 marzo 1848 – Dublino, 7 agosto 1943) è stata un'artista irlandese nota per i suoi ritratti. Fu la prima donna a diventare membro a pieno titolo della Royal Hibernian Academy. Ha anche fondato e sostenuto finanziariamente «An Túr Gloine», uno studio di vetrate colorate.

## Biografia

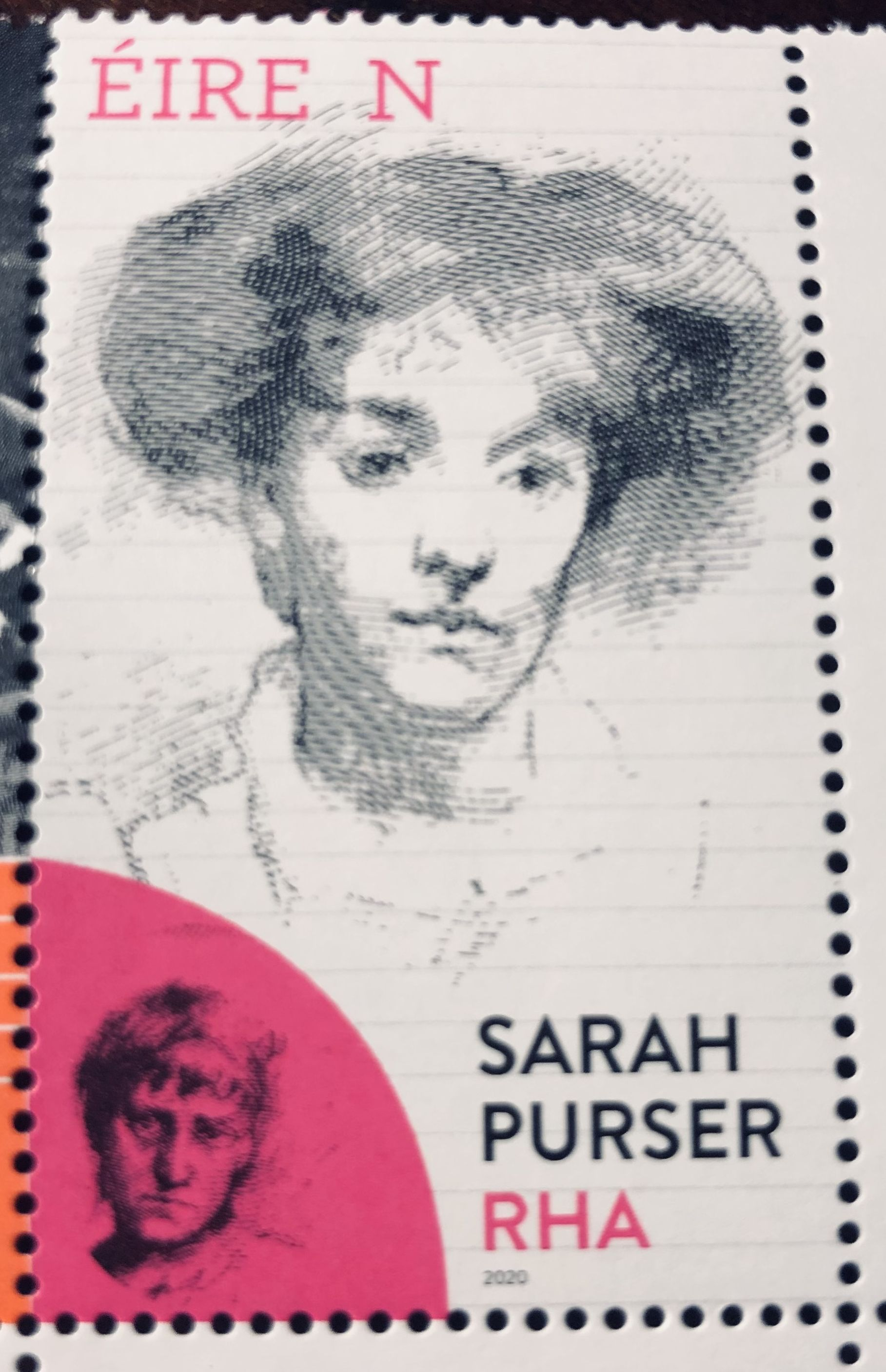
Francobollo commemorativo di Sarah Purser del 2020.

Sarah Purser nacque sotto il Regno Unito di Gran Bretagna e Irlanda, nella città di Kingstown (oggi Dún Laoghaire), della contea di Dublino, e crebbe a Dungarvan, nella contea di Waterford. Fu una dei numerosi figli di Benjamin Purser, un prospero mugnaio e birraio, e di sua moglie Anne Mallet. Era imparentata con Sir Frederic William Burton (anche lui accademico del RHA), che era a usa volta figlio di Hannah Mallet. La famiglia Purser arrivò in Irlanda dal Gloucestershire, durante il XVIII secolo. Due dei suoi fratelli, John e Louis, divennero professori al Trinity College di Dublino. Sua nipote, Olive Purser, figlia di suo fratello Alfred, fu la prima donna studiosa del TCD.
Fino alla sua morte, Purser visse per molti anni a Mespil House, una villa georgiana con bellissimi soffitti in gesso su Mespil Road, sulle rive del Grand Canal. Qui era "a casa" ogni martedì pomeriggio con gli scrittori e gli artisti di Dublino; le sue feste pomeridiane erano un appuntamento fisso della vita letteraria della capitale irlandese. Mespil House fu demolita dopo la sua morte e la sua impronta/pianta si trasformò in altri appartamenti. Fu sepolta nel cimitero di Mount Jerome accanto ai suoi fratelli John e Louis.

## Formazione
A tredici anni frequentò la scuola della Moravia, Institution Evangélique de Montmirail, in Svizzera, dove imparò a parlare fluentemente il francese e iniziò a dipingere. Nel 1873, l'attività di suo padre fallì e lei decise di diventare una pittrice a tempo pieno. Ha frequentato le lezioni presso la Scuola metropolitana d'arte di Dublino ("Dublin Metropolitan School of Art"; oggi National College of Art and Design). Entrò a far parte del «Dublin Sketching Club», di cui è stata successivamente nominata membro onorario. Nel 1874 si distinse al Concorso Nazionale. Nel 1878 contribuì nuovamente alla RHA e per i successivi cinquant'anni divenne un'espositrice regolare, principalmente di ritratti, e mostrò una media di tre opere ogni mostra.
Nel 1878-79 studiò all'Académie Julian di Parigi dove incontrò la pittrice tedesca Louise Catherine Breslau, della quale divenne amica per tutta la vita.

## Carriera
Sarah Purser divenne ricca grazie ad astuti investimenti, in particolare nella Guinness, per la quale molti dei suoi parenti maschi avevano lavorato nel corso degli anni. Fu molto attiva nel mondo dell'arte a Dublino e fu coinvolta nella creazione della Hugh Lane Municipal Gallery, convincendo il governo irlandese a fornire Charlemont House in Parnell Square per ospitare la galleria.
Aveva uno studio al 11 di Harcourt Terrace dove visse dal 1887 al 1909.
Fu la seconda donna a far parte del Consiglio dei governatori e dei guardiani della Galleria nazionale d'Irlanda, tra il 1914 ed il 1943.
Fu nominata membro onorario della Royal Hibernian Academy nel 1890, di cui fu la prima donna membro associato nel 1923 e la prima donna membro nel 1924.
Nel 1924 inaugurò il movimento per la fondazione degli Amici della Collezione Nazionale d'Irlanda («Friends of the National Collection of Ireland»).

## Ritrattismo
Ha lavorato principalmente come ritrattista. Grazie al suo talento e alla sua energia, ed anche alla sua amicizia con i Gore-Booth, riuscì a ottenere commissioni, commentando così: 
Quando il viceré d'Irlanda le commissionò di ritrarre i suoi figli nel 1888, la sua scelta rifletteva la sua posizione di principale ritrattista del paese.

Nel 1977, Bruce Arnold notò: 

## Vetro (An Túr Gloine)

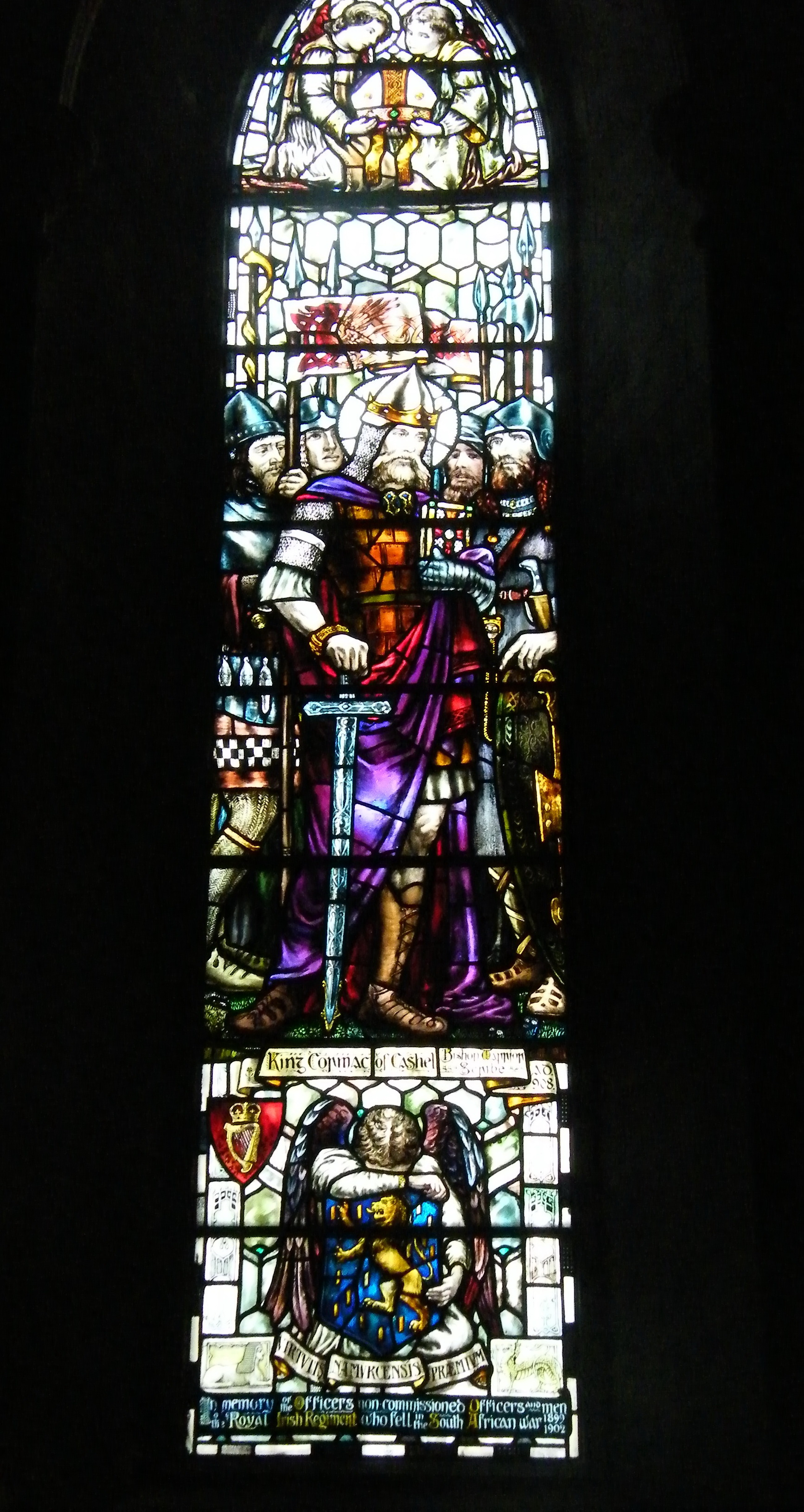
Vetrata nella Cattedrale di San Patrizio a Dublino, realizzato da Sarah Purser ed Alfred Ernest Child nel 1906: è una rappresentazione del re Cormac di Cashel.

Sarah Purser finanziò «An Túr Gloine» (letteralmente "La Torre di Vetro"), una cooperativa vetraria, al 24 di Upper Pembroke, e la gestì dalla sua inaugurazione nel 1903 fino al suo pensionamento nel 1940. Michael Healy (1873-1941) fu il primo di una serie di assunzioni illustri, come Catherine O'Brien (1882-1963), Evie Hone (1894-1955), Wilhelmina Geddes (1887-1955), Beatrice Elvery (1881-1970) ed Ethel Rhind (circa 1879 -1952). La Purser fece in modo che la sua vetreria aderisse ai principi valoriali delle Arts and Crafts: «Ogni finestra è opera di un artista che realizza lo schizzo e la tavola, e seleziona e dipinge personalmente ogni singolo frammento di vetro».
Purser non produsse molti oggetti in vetro colorato, al contrario degli altri membri della cooperativa, che lavoravano presumibilmente sotto la sua direzione. Due dei primi lavori, risalenti al 1904, furono St. Ita (cioè Sant'Ita di Killeedy) per la cattedrale di San Brendano a Loughrea, e The Good Shepard ("Il buon pastore") per il Collegio di «San Colombano» a Dublino. Si ritiene che la sua ultima vetrata sia stata The Good Shepard and the Good Samaritan ("Il buon pastore e il buon samaritano"; 1926), per la Chiesa d'Irlanda a Killucan, nella contea di Westmeath.

## Retaggio culturale

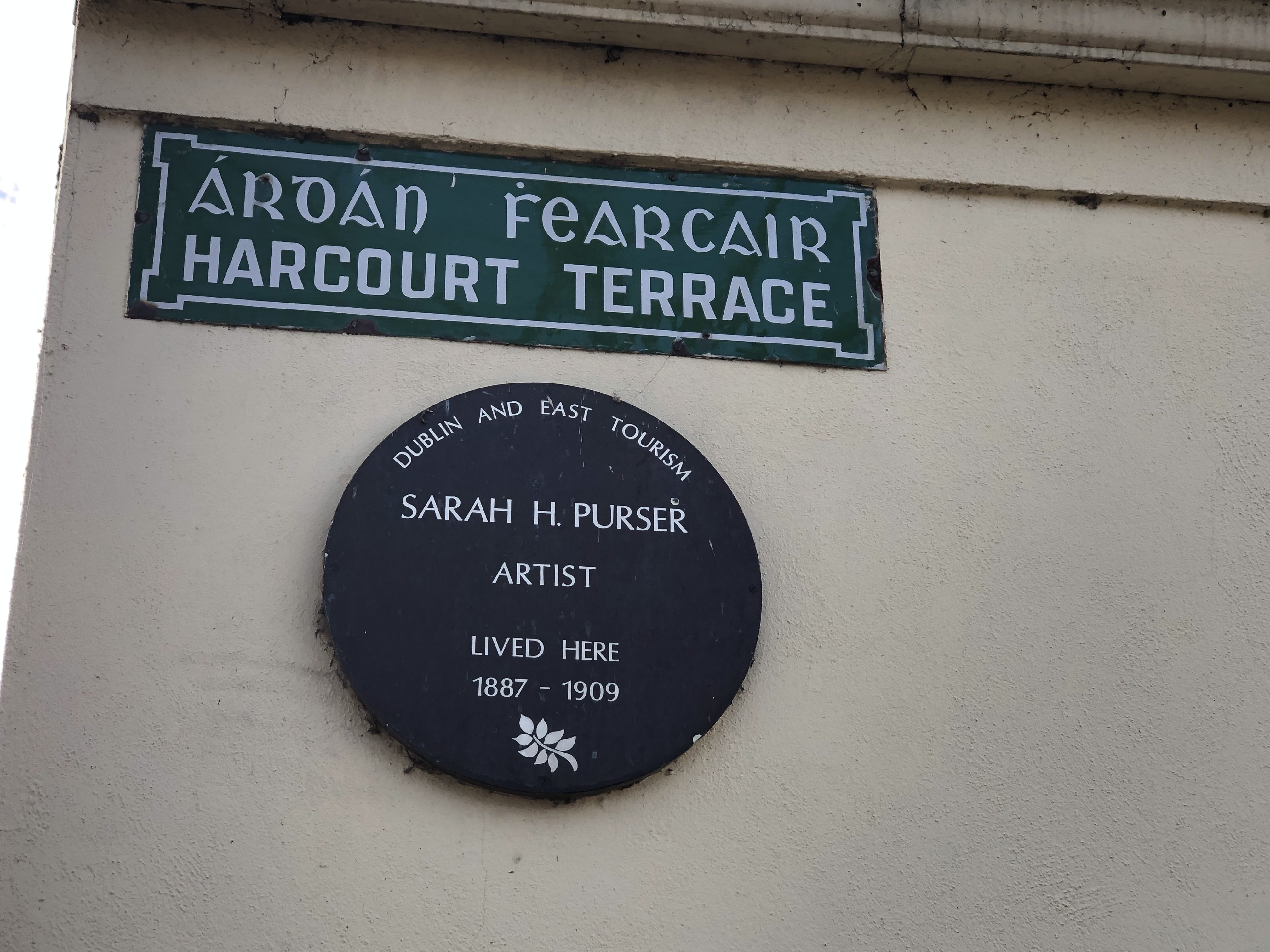
Targa commemorativa presso lo studio di Sarah Purser, all'11ª di Harcourt Terrace.

Sarah Purser è commemorata da una targa su Harcourt Terrace. An Post ha emesso per lei un francobollo come parte di una serie sulle "donne pioniere" nel 2020.
Vari ritratti dipinti da Purser sono conservati nella Galleria nazionale d'Irlanda.
Gli archivi relativi a Sarah Purser sono ospitati nel Centro per lo studio dell'arte irlandese, presso la già citata Galleria Nazionale d'Irlanda, così come anche un archivio sulla sua associazioni di vetrai (l'An Túr Gloine) è conservato presso il medesimo ente didattico.